# 김덕용

## 출신학교
- 잠신중학교
- 휘문고등학교
- 경희대학교 (1997학번)